# ديانا بيتريسكو
ديانا بيتريسكو (بالرومانية: Diana Petrescu)‏ مواليد 27 مارس 1990 في رومانيا، هي لاعبة كرة يد رومانية تلعب كحارس مرمى. مثلت منتخب رومانيا لكرة اليد للسيدات.